# Bas & Dylan
 Bas & Dylan is een radioprogramma op de Nederlandse zender Radio 538. 
In 2023 startte het programma als een vrijdagavondshow tussen 18:00-21:00. Ook zijn Bas Menting en Dylan Boet samen te horen als invallers van de ochtendshow en middagshow. 
Sinds januari 2024 is het programma een dagelijkse show in de late avond tussen 21:00-00:00. In het programma zijn verschillende vaste items te horen en komen geregeld bekende zangers langs. 